# Эпифани, Гульельмо
Этторе Гульельмо Эпифани (итал. Ettore Guglielmo Epifani; 24 марта 1950, Рим — 7 июня 2021, Рим) — итальянский профсоюзный и политический деятель, национальный секретарь Демократической партии (11 марта — 15 декабря 2013 года).

## Биография
Гульельмо Эпифани родился в 1950 году в Риме, сын Джузеппе Эпифани, первого послевоенного мэра Каннары (Лигурия). В 1953 году семья переехала в Милан, позднее Гульельмо вернулся в родной город и учился в лицее имени Горация. В 1973 году окончил Римский университет Ла Сапиенца, где изучал философию (написал дипломную работу об Анне Кулишёвой), затем вступил в качестве функционера в ВИКТ. С 1974 по 1978 год занимался научными исследованиями на кафедре современной истории Римского университета. В середине 70-х принял руководство издательством ВИКТ Editrice sindacato italiano (ESI). С 1979 по 1990 год возглавлял профсоюз полиграфистов и рабочих бумажной промышленности FILPC, в 1990 вошёл в секретариат ВИКТ, с 1994 по 2002 год был заместителем генерального секретаря ВИКТ Серджо Кофферати, с 2002 по 2010 год — генеральным секретарём.
До 1994 года состоял в Итальянской социалистической партии, в 1998—2007 годах — в Партии левых демократов, затем вступил в Демократическую партию.
На парламентских выборах 2013 года избран в Палату депутатов от Демократической партии, с 7 мая 2013 года возглавлял X-ю комиссию (производственная деятельность, торговля и туризм).
С 11 марта по 15 декабря 2013 года являлся национальным секретарём Демократической партии.
В 2017 году оставил ДП из-за идеологических разногласий с её новым лидером Маттео Ренци, а в ходе парламентских выборов 2018 года возглавлял списки нового левого движения «Свободные и равные» в трёх округах на Сицилии и был вновь избран в Палату депутатов.
Умер 7 июня 2021 года вследствие скоротечной болезни.

## Частная жизнь
Гульельмо Эпифани был женат на Марии Джузеппине Де Лука (Maria Giuseppina De Luca), вместе с которой учился ещё в лицее Горация. Жена работает в Национальном институте страхования от несчастных случаев на производстве и профессиональных заболеваний (в системе Министерства труда и социальной политики), детей у супругов никогда не было.
По словам Эпифани, он утратил веру в период между лицеем и университетом, считал себя агностиком, в существование сверхъестественных сил не верил.